# Barmhärtighetssystrarna
Barmhärtighetssystrarna (Sœurs de la charité chrétienne) var en fransk religiös orden, vars medlemmar ägnade sig åt sjukvård. Barmhärtighetssystrarna deltog i Krimkriget, där de vårdade sjuka och sårade fransmän.
En motsvarande rörelse, krestovozdvizhenskaya, bildades i Ryssland 1854 och om medlemmarna i den användes också termen ”barmhärtighetssyster”. Organisationen grundades i Ryssland av storfurstinnan Helena Pavlovna. Organisationens medlemmar tjänstgjorde som sjukskötare inom vården av ryska soldater under Krimkriget. År 1855 hade organisationen ett fältsjukhus i Sevastopol. År 1855 skickades representanter för organisationen till Finland för att värva sjukvårdare bland kvinnorna i landet. Organisationens vidare verksamhet i Finland är inte känd.